# KSKJ-CD
KSKJ-CA é uma emissora de televisão americana com sede em Los Angeles, Califórnia. É afiliada à rede CoLours TV e opera no canal 45 UHF analógico.